# Historisch Museum De Bevelanden

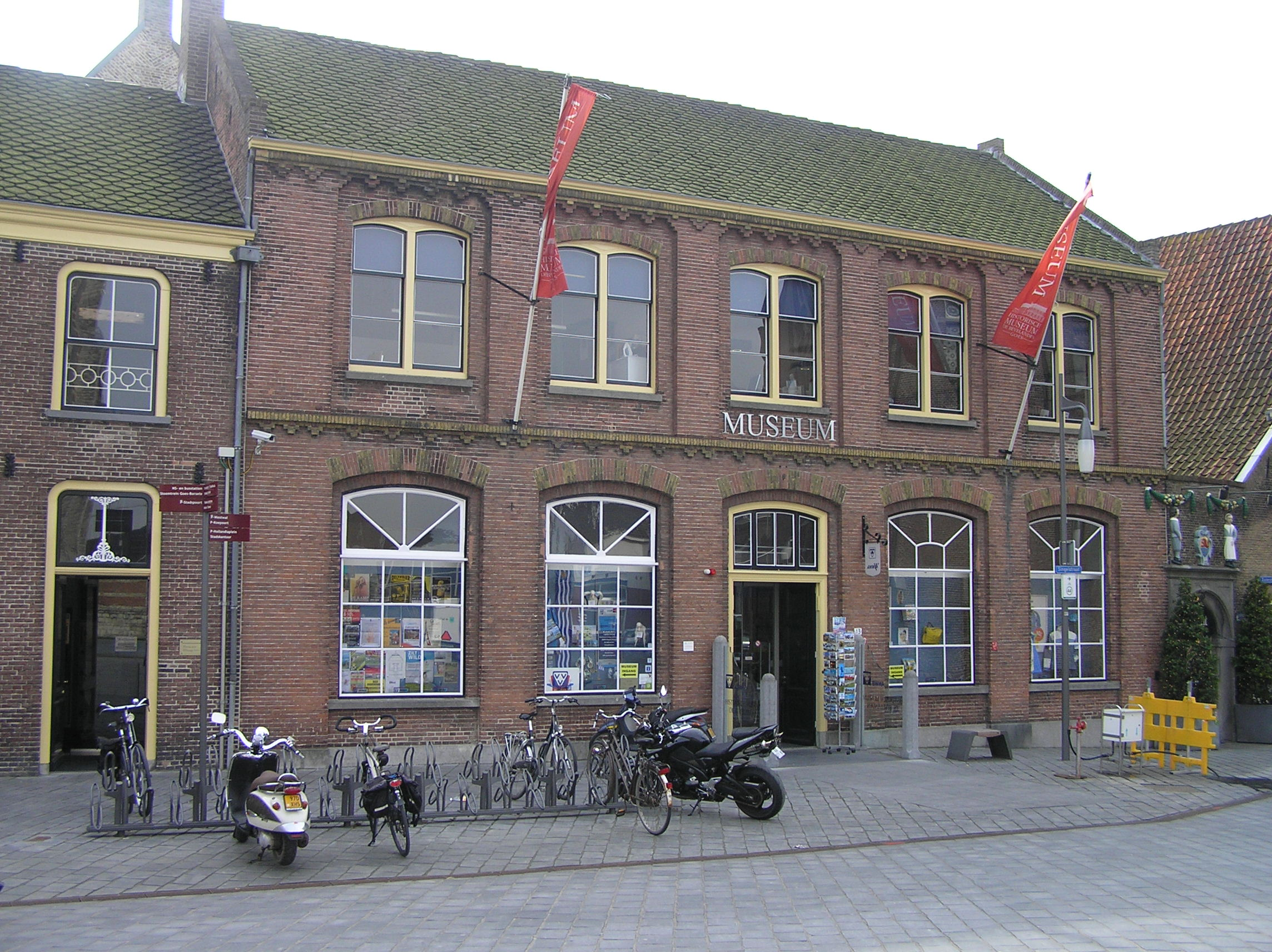
Het museum

Het Historisch Museum De Bevelanden aan de Singelstraat 13 in de stad Goes, in de Nederlandse provincie Zeeland, is een museum waarin de geschiedenis van Noord- en Zuid-Beveland centraal staat.
Het museum is gevestigd in een voormalig klooster, dat ook lange tijd als weeshuis dienst heeft gedaan. Het museum werd (samen met het Fruitteeltmuseum) sinds 1976 bestuurd door een gemeenschappelijke regeling van eerst vijf, later vier gemeenten in de Bevelanden. In 2011 is de gemeenschappelijke regeling opgeheven en is het museum overgedragen aan een stichting.
In het museum zijn permanente tentoonstellingen over de schutterij, inpolderingen en overstromingen, merklappen, Bevelandse klederdracht, het weeshuis, de stad Goes en bekende Bevelanders. Daarnaast is er een wisselexpositie.